# Kreisförderer

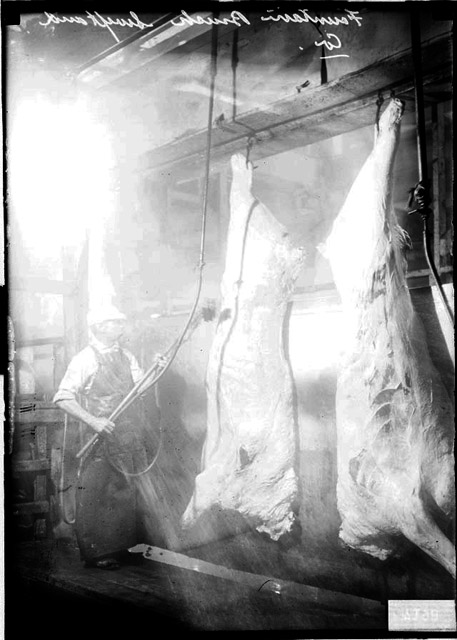
Kreisförderer mit Rinderhälften in einem Schlachthof, Chicago 1909

Ein Kreisförderer, auch Umlaufförderer genannt, ist eine stationäre Förderanlage, bei der die beweglichen Teile der Anlage auf einer geschlossenen Bahn umlaufen, die allerdings in der Regel keinen Kreis im geometrischen Sinn beschreibt.

## Aufbau
Der Kreisförderer besteht aus einer Endloskette, die in einem (meist unten offenen) Schienenprofil umläuft. An dieser Kette sind einzelne Gehänge befestigt, die wiederum das Fördergut tragen. Durch Rollen an der Kette wird das Eigengewicht der Kette sowie der Gehänge incl. Last auf die Schiene übertragen (letzteres nicht bei Power&Free – Systemen (siehe unten)).
Meist läuft die Kette mit einer konstanten Geschwindigkeit durch Stetigförderer; bei kleineren Anlagen kann die Maschine jedoch auch im Taktbetrieb arbeiten.
In der Regel sind die einzelnen Kettenglieder durch Gelenke so miteinander verbunden, dass die Anlage nicht nur horizontale Kurven beschreiben, sondern auch Höhenunterschiede überwinden kann. In diesen Fällen müssen die Gehänge an der Kette pendelnd befestigt sein.
Man unterscheidet zwischen zwei Grundarten:
- herkömmliche Kreisförderer: Hier sind die Gehänge in gleichmäßigen Abständen direkt an der Kette befestigt. Wenn die einzelnen Gehänge stoppen sollen (z. B. zum Be- oder Entladen), dann muss auch die Kette angehalten werden.
- „Power & Free – Systeme“ (auch Schleppkreisförderer genannt): Hier ist jedes Gehänge an einem kleinen Wagen befestigt. Diese Wagen laufen in einer separaten Schiene ("Free-Schiene") um, die unterhalb derjenigen verlegt ist, in welcher sich die Kette befindet ("Power-Schiene"). Sie sind formschlüssig an die Kette gekuppelt, können aber nach Belieben ausgeklinkt werden. Damit kann die Förderkette kontinuierlich umlaufen, während die einzelnen Gehänge nach Belieben angehalten oder ausgeschleust werden können. Da der eigentliche Antrieb nicht mitfährt, können die Gehänge im Gegensatz zu Hängebahnen auch beispielsweise durch Öfen o. ä. fahren. Zusätzlich kann durch den Einsatz von Weichen ein weitaus aufwendigerer Verlauf als beim herkömmlichen Kreisförderer realisiert werden.

Die Gehänge sind dem jeweiligen Fördergut angepasst. Beispiele für entsprechende Modifikationen:
- Zinken zum Transport von Europaletten,
- Vorrichtungen zum Drehen des Gehänges um die Hochachse,
- Vorrichtungen zum automatischen Abwurf transportierter Säcke.

## Anwendung
Kreisförderer dienen in erster Linie zum Transport von Stückgut; es können aber auch Schüttgüter transportiert werden, die in entsprechende Behälter verpackt sind.
Kreisförderer finden in verschiedenen Industrie- und Wirtschaftszweigen Anwendung. Sie können als reine Förderanlage betrieben werden, um etwa Werkstücke in der automatisierten Produktion von einer Bearbeitungsstation zur nächsten zu bringen. Das Fördergut kann aber auch während des Transports bearbeitet werden, beispielsweise beim Durchlaufen von Brennöfen, Lackieranlagen etc.
Ein bekanntes Beispiel für den Einsatz von Kreisförderern sind Schlachthöfe.
Aufgrund der geringen Fördergeschwindigkeit sind Kreisförderer zum Transport von Massengütern nicht geeignet.